# Chenghua, Chengdu
Chenghua är ett stadsdistrikt i Chengdu i Sichuan-provinsen i sydvästra Kina.